# Daniel Bernard (homme d'affaires)
Pour les articles homonymes, voir Daniel Bernard et Bernard.
 (juin 2013).
Si vous disposez d'ouvrages ou d'articles de référence ou si vous connaissez des sites web de qualité traitant du thème abordé ici, merci de compléter l'article en donnant les références utiles à sa vérifiabilité et en les liant à la section « Notes et références ».
Daniel Bernard, né en 1946, est un homme d'affaires français. Il est le président du groupe britannique Kingfisher, premier distributeur européen d'articles de bricolage et numéro 3 mondial.

## Biographie
En 1969, Daniel Bernard est diplômé de l'École des hautes études commerciales de Paris. 
Il commence sa carrière chez Delcev Industries de 1969 à 1971.
De 1971 à 1975, il travaille chez Socam Miniprix puis, de 1975 à 1980 à La Ruche Picarde.
De 1981 à 1989, il est directeur général du groupe Métro France. De 1989 à 1992, il est membre du directoire et chargé de la direction des activités commerciales de Metro International AG. De 1992 à 1998, il est président du directoire de Carrefour. De 1998 à 2005, il est président-directeur général de Carrefour.
De 2010 à 2015, il est président de Majid Al Futtaim Retail Group (Dubai). Le 24 mai 2006, il devient vice-président non-exécutif du conseil d'administration de Kingfisher. 
En avril 2008, il devient président de la Fondation HEC Paris, école où il a été formé (promotion 1969). Il est membre de l'Advisory Board d'HEC depuis 1996 et professeur affilié.
Le 3 juin 2009, il devient président de Kingfisher.

## Mandats sociaux
- Président de Provestis
- Chairman de Kingfisher plc
- Administrateur référent et président du comité gouvernance et des nominations de Cap Gemini
- Senior Advisor Towerbrook Capital Partners
- Président d'honneur de la Fondation HEC

### Anciens mandats
- Administrateur de Carrefour de 1992 à 2005
- Administrateur de Saint-Gobain de 1998 à 2006